# Classe Myōkō
A Classe Myōkō (妙高型巡) foi uma classe de cruzadores pesados operada pela Marinha Imperial Japonesa, composta pelo Myōkō, Nachi, Haguro e Ashigara. Suas construções começaram na metade da década de 1920 no Arsenal Naval de Yokosuka, Arsenal Naval de Kure, Mitsubishi e Kawasaki; seus batimentos de quilha ocorreram em 1924 e 1925, foram lançados ao mar em 1927 e 1928 e comissionados entre 1928 e 1929. As embarcações foram as primeiras de seu tipo a serem projetadas para se adequarem aos termos do Tratado Naval de Washington de 1922, entretanto, pela necessidade de carregarem um armamento poderoso e tubos de torpedo, ficaram acima dos limites permitidos.
Os quatro cruzadores da Classe Myōkō eram armados com uma bateria principal composta por dez canhões de 203 milímetros montados em cinco torres de artilharia duplas. Tinham um comprimento de fora a fora de 204 metros, boca de dezenove metros e meio, calado de pouco mais de seis metros e um deslocamento carregado de quase quinze mil toneladas. Seus sistemas de propulsão eram compostos por doze caldeiras a óleo combustível que alimentavam quatro conjuntos de turbinas a vapor, que por sua vez giravam quatro hélices até uma velocidade máxima de 35 nós (65 quilômetros por hora). Os navios também tinham um cinturão de blindagem de 102 milímetros de espessura.
Os navios tiveram inícios de carreiras relativamente tranquilos. Eles ajudaram a transportar tropas para a Segunda Guerra Sino-Japonesa em 1937 e depois tiveram uma carreira ativa na Segunda Guerra Mundial. Participaram da invasão das Filipinas e das Índias Orientais Holandesas, em seguida atuando em várias operações e ações durante a Campanha de Guadalcanal. Passaram os 1943 e 1944 principalmente movimentando-se entre bases, porém lutaram na Batalha do Golfo de Leyte. O Nachi, Haguro e Ashigara foram afundados entre 1944 e 1945 por forças norte-americanas ou britânicas, enquanto o Myōkō foi capturado pelos britânicos e deliberadamente afundado em 1946.